# Little Kennedy River
Little Kennedy River är ett vattendrag i Australien. Det ligger i delstaten Queensland, omkring 1 600 kilometer nordväst om delstatshuvudstaden Brisbane.
I omgivningarna runt Little Kennedy River växer huvudsakligen savannskog. Trakten runt Little Kennedy River är nära nog obefolkad, med mindre än två invånare per kvadratkilometer. Genomsnittlig årsnederbörd är 1 224 millimeter. Den regnigaste månaden är januari, med i genomsnitt 331 mm nederbörd, och den torraste är september, med 3 mm nederbörd.